# Hieronymus Herculanus Bumbun
Hieronymus Herculanus Bumbun OFMCap. (ur. 5 sierpnia 1937 w Menawai, zm. 30 września 2024 w Pontianaku) – indonezyjski duchowny katolicki, biskup pomocniczy 1975-1977, a następnie arcybiskup Pontianak 1977-2014 oraz administrator apostolski Sanggau 1982-1990.

## Życiorys
Święcenia kapłańskie otrzymał 27 lipca 1967.
19 grudnia 1975 papież Paweł VI mianował go biskupem pomocniczym Pontianak, ze stolicą tytularną Capra. 27 maja 1976 z rąk kardynała Justinus Darmojuwono przyjął sakrę biskupią. 26 lutego 1977 mianowany arcybiskupem Pontianak. W latach 1982–1990 administrator apostolski Sanggau. 3 czerwca 2014 ze względu na wiek złożył rezygnację z zajmowanej funkcji arcybiskupa Pontianak.